# پوما پونسان
پوما پونسان (به اسپانیایی: Puma Puñunan) یک کوه در پرو است که در Peru, Ancash Region واقع شده‌است. پوما پونسان ۴٬۶۰۰ متر بالاتر از سطح دریا واقع شده‌است.